# 村上忠
村上 忠（むらかみ ただし、1955年〈昭和30年〉12月20日 - ）は愛媛県松山市出身の実業家で株式会社愛媛FC代表取締役社長（3代目）。

## 経歴
- 1974年 愛媛県立松山北高等学校卒業
- 1978年 明治大学政経学部経済学科卒、凸版印刷株式会社入社
- 1981年 株式会社東洋印刷営業本部長
- 1986年 株式会社東洋印刷代表取締役社長
- 1991年 ニンジニアネットワーク株式会社代表取締役社長
- 2017年2月24日 株式会社愛媛FC代表取締役社長

## エピソード
2017年の愛媛FC社長就任は、前年までの2期連続赤字（3期連続赤字または債務超過の場合Jリーグクラブライセンス不交付となる）で前社長が辞任したことを受けて。「黒字化とJ1昇格の両方を達成するべく取り組んでいく」とコメントを発表した。
同年と翌2018年は黒字回復に成功したものの、2019年に再び赤字に転落。
2020年10月、株式会社愛媛FCは臨時株主総会で村上社長を引受先とする1億円の第三者割当増資の実施が承認された。私財を投じ筆頭株主となった。
同社は増資した資金で松山市井門の南海放送サンパークに天然芝グラウンドを整備し、2022年4月に完成した。。
。

## 人物
座右の銘は「知行合一」。洋服のデザイン、サックスなど。